# 洪塔德维利亚尔瓦德洛萨
洪塔德维利亚尔瓦德洛萨，是西班牙卡斯蒂利亚-莱昂布尔戈斯省的一个市镇。总面积46平方公里，总人口102人（2001年），人口密度2人/平方公里。